# Коллективные силы оперативного реагирования
Коллекти́вные си́лы операти́вного реаги́рования (КСОР) — совместные военные силы государств-участников Организации Договора о коллективной безопасности (ОДКБ). 
Предполагается, что Коллективные силы оперативного реагирования будут в состоянии постоянной готовности для противодействия чрезвычайным ситуациям, а также военной агрессии, терроризму, организованной преступности и наркотрафику.

## История
Принципиальное решение о создании Коллективных сил быстрого развёртывания Центрально-Азиатского региона (КСБР) принято СКБ в мае 2001 года в Ереване и также предшествовало созданию ОДКБ. В декабре следующего года Организация получила статус наблюдателя в Генеральной ассамблее ООН. При этом ДКБ окончательно перестал быть частью правовой системы СНГ, став главным элементом нового механизма международной безопасности.
4 февраля 2009 года участники ОДКБ согласовали и подписали проект решения по созданию КСОР. Их предполагается использовать для «отражения военной агрессии, проведения специальных операций по борьбе с международным терроризмом, транснациональной организованной преступностью, наркотрафиком, а также для ликвидации последствий чрезвычайных ситуаций».
Планируется, что воинский контингент КСОР должен состоять из соединений и частей постоянной боевой готовности. Они будут способны к мобильной переброске в любую точку зоны ответственности ОДКБ. КСОР также получит в своё распоряжение силы специального назначения, которые будут состоять из органов внутренних дел или полиции, внутренних войск, органов безопасности и специальных служб, а также органов по предупреждению и ликвидации последствий чрезвычайных ситуаций.

## Участники
- Армения
- Беларусь
- Казахстан
- Кыргызстан
- Россия
- Таджикистан

## Состав
По данным «Российской газеты» (2009 год) в состав КСОР войдут следующие соединения, части и подразделения государств-участников ОДКБ:
- Россия:
  - 98-я гвардейская воздушно-десантная дивизия (Иваново)
  - 31-я отдельная гвардейская десантно-штурмовая бригада (Ульяновск)
- Казахстан
  - 37-я десантно-штурмовая бригада Аэромобильных войск (Талдыкорган)
  - Батальон оперативного назначения (в/ч 6654)
- Армения
  - один батальон
- Беларусь
  - 103-я отдельная гвардейская воздушно-десантная бригада (Витебск)
- Кыргызстан
  - один батальон
- Таджикистан
  - один батальон

В состав Коллективных сил также войдут подразделения МЧС разных стран участников (например МЧС России и белорусский РОСН «Зубр») и отряды спецназа МВД и национальной гвардии. От России в их состав могут войти росгвардейские отряды ОМОН «Зубр» и СОБР «Рысь», а так же отряд МЧС «Лидер», от Белоруссии — специальный отряд быстрого реагирования бригады спецназа внутренних войск МВД, от Киргизии — специальный отряд быстрого реагирования МВД. Однако формирование КСОР не поддержали президенты Белоруссии и Узбекистана. По состоянию на 2012 год КСОР насчитывали 20 тыс. человек из России, Казахстана, Киргизии и Армении.

## Дислокация

Военнослужащие подразделений КСОР во время военных учений в Казахстане (российские и казахстанские военные)

Размещаются формирования в местах постоянной дислокации. Войска КСОР подчиняются исключительно национальным командованиям своих государств, а в случае наступления момента выполнения союзнических обязательств проводят действия по согласованию сторон ОДКБ. Формирования КСОР оснащены единой камуфлированной формой и военным снаряжением, а также общими опознавательными знаками, выступают под флагами СНГ и ОДКБ.

## Учения КСОР
В конце 2009 года КСОР (страны бывшего Союза ССР) провели в казахстанско-китайском приграничье, на полигоне Матыбулак самые масштабные совместные учения со времён распада Советского Союза. В учениях были задействованы все рода войск, подразделения МЧС, а также спецподразделения.
В октябре 2010 года на полигоне «Чебаркульский» в Челябинской области прошли учения КСОР «Взаимодействие-2010». В учениях приняли участие около 1,7 тысячи военнослужащих и 270 единиц вооружения и военной техники из России, Армении, Казахстана, Киргизии, Таджикистана. Главная тема учений — локализация вооружённого конфликта в регионе коллективной безопасности.

## Основные задачи КСОР ОДКБ
Основными задачами КСОР ОДКБ являются:
- развёртывание на территории любого из государств – членов ОДКБ с целью демонстрации готовности к применению военной силы;
- участие в предотвращении и отражении вооружённого нападения, в том числе агрессии, локализации вооружённых конфликтов;
- участие в мероприятиях по борьбе с международным терроризмом, незаконным оборотом наркотических средств, психотропных веществ и их прекурсоров, оружия и боеприпасов, другими видами транснациональной организованной преступности;
- усиление войск прикрытия государственных границ и охраны государственных и военных объектов государств – членов ОДКБ;
- участие в обеспечении оперативного развёртывания объединённых (региональных) группировок войск (сил);
- участие в выполнении мероприятий по защите населения от опасностей, возникающих при ведении или вследствие военных действий, а также ликвидации чрезвычайных ситуаций и оказании чрезвычайной гуманитарной помощи;
- иные задачи, определённые Советом коллективной безопасности.